# 국민의회 (세르비아)
국민의회(세르비아어: Народна скупштина / Narodna skupština)는 세르비아의 입법부이다.